# Saguier Carreras
Saguier Carreras (? – ?), paraguayi válogatott labdarúgó.
A paraguayi válogatott tagjaként részt vett az 1930-as világbajnokságon.

## Külső hivatkozások
- Saguier Carreras a FIFA.com honlapján Archiválva 2015. február 4-i dátummal a Wayback Machine-ben

1. ↑  http://footballfacts.ru/players/1982829-karreras-kajetano-sager